# جائحة فيروس كورونا في ميشيغان 2020
أُعلن عن أول إصابة مؤكدة بكوفيد-19 في ولاية ميشيغان الأمريكية في 10 مارس 2020، وبحلول 23 مايو كان عدد الإصابات المؤكدة في الولاية قد بلغ 54,365 إصابة مع 5,223 وفاة. وبذلك تكون ولاية ميشيغان سابع ولاية أمريكية من حيث عدد الإصابات والرابعة من حيث عدد الوفيات. سُجلت إصابات بكوفيد-19 في 79 مقاطعة من أصل 83 مقاطعة في ولاية ميشيغان، وأعلنت 59 مقاطعة عن وفيات ناتجة عن الوباء. وصف الطبيب جيروم آدامز -الذي عُيِّن مسؤولًا طبيًا لمكافحة الوباء- على منطقة مترو ديترويت التي سُجلت فيها نسبة كبيرة من الحالات "النقطة الساخنة"، فمع تسجيل أكثر من 10 آلاف إصابة مؤكدة وأكثر من 1200 وفاة، أصبحت مدينة ديترويت بؤرة لتفشي الوباء في الولاية (سجلت فيها 20% من إجمالي الإصابات و25% من عدد الوفيات)، بحلول 22 مايو اعتُبر 33,168 مصاب متعافين من المرض، شكل الأمريكيون من أصل إفريقي 31% من إجمالي المصابين بكوفيد-19 في ولاية ميشيغان، و40% من الوفيات.
أعلنت حالة الطوارئ على مستوى الولاية في 10 مارس استجابةً لحالة الطوارئ الوطنية نتيجة تفشي كوفيد-19، تلا ذلك قرار حاكم ميشيغان غريتشن ويتمر بإغلاق جميع المدارس من الروضات إلى المدارس الثانوية حتى تاريخ 12 أبريل، وعُلِّق التعليم المباشر في جميع مدارس ميشيغان طوال الفترة المتبقية من العام الدراسي 2019-2020، مع تطبيق التعليمات اللازمة لنقل الطلاب إلى أنظمة التعليم المنزلي. أمرت ويتمر في 16 مارس بإغلاق جميع الحانات والمطاعم وأماكن الترفيه والشركات الأخرى جزئيًا لمدة أسبوعين، ثم حظرت جميع النشاطات والتجمعات التي تضم أكثر من 50 شخص في الفترة الممتدة من 17 مارس إلى 5 أبريل، وأصدرت اثنين من الأوامر التنفيذية لمنع التلاعب بالأسعار، وقانونًا لوقف طرد المستأجرين، وقانونًا للمساعدة في كبح انتشار الفيروس في المرافق الطبية في جميع أنحاء الولاية، وأمرت بإغلاق مرافق خدمات الرعاية الشخصية غير الضرورية مثل صالونات الأظافر والشعر، وحظرت العلاجات البيطرية غير الضرورية. صدر أمر على مستوى الولاية في 24 مارس بالتزام المنازل، ما حد من الرحلات غير الضرورية، وأوقف جميع الخدمات والعمليات التجارية غير الضرورية، وكان من المقرر أن ينتهي مفعول القرار في 13 أبريل، ولكنه مُدِّد حتى 30 أبريل مع إضافة قيود جديدة تتعلق بالتباعد الاجتماعي، ثم مُدد لاحقًا إلى 15 مايو، مع رفع بعض القيود وإضافة قيود أخرى، مثل الارتداء الإلزامي لقناع الوجه في المباني العامة والشركات، ومُدد الأمر مرة أخرى حتى 28 مايو، مع إضافة تعديلات على بعض القيود، ومن المقرر رفع العديد من القيود المفروضة على الشركات والمرافق الطبية في الأسبوع الأخير من شهر مايو. مددت ويتمر في 22 مايو أمر الالتزام بالبقاء في المنازل حتى 12 يونيو، ومددت حالة الطوارئ حتى 19 يونيو.
بدَّلت الكليات والجامعات الرئيسية في الولاية الطرق التدريسية فيها واتجهت نحو التعليم عن بعد، مع إلغاء جميع الأحداث والتجمعات الكبيرة. تسبَّب تفشي الوباء أيضًا بتعديل العديد من الشركات لطرق البيع فيها بهدف التكيف مع الواقع الجديد، وأُجلت أو ألغيت العديد من مواسم الرياضات الجماعية.
وافق المجلس التشريعي للولاية على منح 125 مليون دولار للمساعدة في جهود الإغاثة في 17 مارس، واستدعت الحاكم ويتمر الحرس الوطني لميشيغان من أجل المساعدة في توزيع الإمدادات في اليوم التالي للإعلان، ما أثار الشائعات لاحقًا حول إمكاني تدخل الجيش لتطبيق القانون في الولاية، لكن ويتمر رفضت هذا التفسير لاحقًا. خصص المجلس التشريعي للولاية 150 مليون دولار أيضًا للإمدادات الطبية ومعدات الحماية الشخصية المخصصة للمستشفيات في 30 مارس.
أعلنت وكالة التأمين في ميشيغان في 13 مايو أنَّ 1,375 مليون شخص في الولاية قد حصلوا على إعانات البطالة منذ إعلان حالة الطوارئ قبل شهرين.

## خلفية
في 12 يناير 2020، أكدت منظمة الصحة العالمية عن ظهور فيروس كورونا المستجد كسبب للمرض التنفسي الذي أصاب مجموعة من الأشخاص في مدينة ووهان، مقاطعة خوبي، الصين، إذ أُبلغ عنهم إلى منظمة الصحة العالمية في 31 ديسمبر 2019. كانت نسبة الوفيات بين الحالات المُشخصة بكوفيد-19 أقل بكثير من جائحة فيروس سارس في عام 2003، لكن انتقال العدوى كان أكبر، والوفيات أيضًا.

## جدول زمني

### مارس

#### 10-17 مارس
10 مارس: سُجلت أول إصابتين مؤكدتين في الولاية في منطقة ديترويت، الأولى في مقاطعة واين، والثانية في مقاطعة أوكلاند لشخص عاد مؤخرًا من السفر، وأعلنت الحاكم ويتمر حالة الطوارئ في نفس اليوم.
11 مارس: تحوَّلت العديد من الجامعات والمدارس إلى التعليم عبر الإنترنت، بالإضافة إلى عدة تعديلات على التقويم السنوي الدراسي.
12 مارس: شُخصت عشر حالات جديدة، ليصل مجموع الإصابات في الولاية إلى 12 إصابة، وردًا على ذلك أعلنت الحاكم ويتمر إغلاق جميع مباني المدرسية من الروضات حتى التعليم الثانوي في جميع أنحاء الولاية، اعتبارًا من 16 مارس حتى 5 أبريل.
13 مارس: أُعلن عن 13 حالة جديدة، ليصل مجموع الإصابات في الولاية إلى 25.
14 مارس: أعلن عن 8 إصابات جديدة، ليصل مجموع الإصابات إلى 33.
15 مارس: شُخصت عشرون حالة أخرى، ليصل مجموع الإصابات إلى 53 إصابة.
16 مارس: أعلن عن حالة جديدة واحدة، ليصل إجمالي الإصابات إلى 54، وبدأ قانون إغلاق المدراس على مستوى الولاية حيز التنفيذ.
17 مارس: أعلن عن 11 حالة جديدة، ليصل مجموع الإصابات إلى 65 حالة.

#### 18-24 مارس
18 مارس: شُخصت 15 إصابة جديدة في الولاية ليبلغ مجموع الإصابات المؤكدة 80 إصابة، وأُعلن عن أول حالة وفاة في ولاية ميشيغان في مستشفى بومونت في مقاطعة وين، لرجل من مدينة ساوثغيت في الخمسينيات من عمره يعاني من أمراض سابقة، ثم أبلغ عن وفاة مصابين آخرين، رجل يبلغ من العمر 81 عامًا من ديترويت، وامرأة في الخمسينيات من عمرها من بونتياك تعاني من أمراض سابقة. أكدت مقاطعة إيتون أول إصابة فيها. أعلنت وزارة الصحة والخدمات الإنسانية في ميشيغان عن 30 حالة أخرى في وقت لاحق من اليوم بدون معلومات عن مكان هذه الحالات، ليبلغ عدد الإصابات المؤكدة في الولاية 110.
19 مارس: بلغ عدد الإجمالي للإصابات 336، بعد أن ضُمِّنت نتائج اختبارات أجريت في الأسبوعين السابقين ضمن الإصابات المسجلة، ومع ذلك فقد أزيلت حالة واحدة من مجمل الحالات المسجلة في كل من مقاطعتي إيزابيلا وجينسي في وقت لاحق من اليوم بسبب خطأ في الإبلاغ، ما أدى إلى انخفاض مجموع الإصابات المسجلة إلى 334.
20 مارس: أعلنت الولاية عن تسجيل 215 إصابة جديدة وإعادة تصنيف 10 حالات أخرى، ليصبح مجموع الإصابات المسجلة على مستوى الولايات 549. وأعلن عن إصابات إضافية في مقاطعتي أوتاوا وباري، وأعلنت مقاطعة جينيسي أول أربع حالات فيها. أعلن كذلك عن الوفاة الرابعة في ولاية ميشيغان، لرجل في مقاطعة أوكلاند في الخمسينيات من عمره يعاني من أمراض سابقة.
21 مارس: ارتفع عدد الإصابات المؤكدة في الولاية إلى 787، مع تأكيد الوفاة الخامسة لرجل في ديترويت، ثمَّ أعلن عن ثلاث حالات وفاة أخرى في وقت لاحق من ذلك اليوم في كل من مقاطعات ماكومب وأوكلاند وكينت، ليصبح مجموع الوفيات المسجلة ثمان وفيات.
22 مارس: ارتفع عدد الإصابات المسجلة بكوفيد-19 في ولاية ميشيغان إلى 1035، بعد تسجيل 249 إصابة جديدة. أعلنت مقاطعة واشتيناو عن أول وفاة فيها، لرجل مسن يعاني من أمراض سابقة، ما رفع عدد الوفيات على مستوى الولاية إلى تسعة.
23 مارس: أبلغت الولاية عن 293 إصابة جديدة أخرى، ليصل مجموع الإصابات إلى 1,328 إصابة، بالإضافة إلى سبع وفيات جديدة، ليصل مجموع الوفيات إلى 16.
24 مارس: سُجلت 463 وفاة جديدة ليصل مجموع الإصابات إلى 1,791، بالإضافة إلى تسع وفيات جديدة، ليصبح مجموع الوفيات 25. طلبت سلطات الولاية من المواطنين البقاء في المنازل، وهو الأمر الذي من شأنه أن يحد من جميع الرحلات غير الضرورية ويوقف جميع الخدمات والعمليات التجارية غير الأساسية.

#### 25-31 مارس
25 مارس: ارتفع العدد الإجمالي للإصابات إلى 2295 إصابة، والوفيات إلى 43، وسُجلت نصف الإصابات والوفيات في مقاطعة واين.
26 مارس: أعلنت الولاية تسجيل 561 إصابة جديدة، ليصل مجموع الإصابات إلى 2856، بالإضافة إلى 17 وفاة جديدة ليبلغ مجموع الوفيات 60.
27 مارس: أبلغت الولاية عن 801 حالة جديدة، ليصل مجموع الإصابات المسجلة إلى 3665 إصابة، بالإضافة إلى 32 حالة وفاة جديدة ليبلغ عدد الوفيات 92.
28 مارس: أبلغت الولاية عن تأكيد 993 حالة جديدة، ليصل مجموع الإصابات إلى 4650 إصابة، بالإضافة إلى 19 حالة وفاة جديدة ليصل مجموع الوفيات111.
29 مارس: أبلغت الولاية عن تأكيد 846 حالة جديدة، ليصل مجموع الإصابات إلى 5,486، بالإضافة إلى 21 حالة وفاة جديدة، ليبلغ مجموع الوفيات 132.
30 مارس: أعلنت الولاية عن تأكيد 1012 حالة جديدة، ليصل مجموع الإصابات إلى 6,498، بالإضافة إلى 52 حالة وفاة جديدة، ليصبح مجموع الوفيات 184.
31 مارس: سُجلت 1111 إصابة جديدة بكوفيد-19 في ولاية ميشيغان، ليصل مجموع الإصابات إلى 7615، بالإضافة إلى 75 وفاة جديدة ليصل مجموع الوفيات إلى 259، وأصبحت ولاية ميشيغان بذلك في المرتبة الثالثة بعدد الوفيات على المستوى الوطني خلف كلٍّ من ولايتيّ نيويورك ونيوجرسي.

### أبريل

#### 1-7 أبريل
1 أبريل: أعلنت ولاية ميشيغان عن تسجيل 1719 إصابة جديدة، ليصل مجموع الإصابات إلى 9334، بالإضافة إلى 78 وفاة جديدة، ليصبح مجموع الوفيات 337. أعلنت وزارة الصحة والخدمات الإنسانية في ميشيغان أنها قدمت طلبًا إلى المراكز الفيدرالية للخدمات الطبية والرعاية الطبية للتنازل مؤقتًا عن عدد من الشروط من أجل الحفاظ على سلامة سكان ميشيغان الأكثر ضعفًا أثناء جائحة كوفيد-19.
2 أبريل: أعلنت الولاية عن تسجيل 1417 إصابة جديدة، ليصل مجموع الإصابات إلى 10791، بالإضافة إلى 80 وفاة جديدة، ليصبح مجموع الوفيات 417. أصدرت وزارة الصحة والخدمات الإنسانية في ميشيغان أمرًا طارئًا للالتزام بالأوامر التنفيذية للولاية تحت طائلة الغرامات التي قد تصل إلى 1000 دولار أمريكي.
3 أبريل: أعلنت الولاية عن تسجيل 1953 إصابة جديدة، ليصل مجموع الإصابات إلى 12,744 إصابة، بالإضافة 62 وفاة جديدة، ليبلغ مجموع الوفيات 479. وأكدت الجهات الصحية في الولاية تعافي 56 مصابًا بكوفيد-19 منذ بداية الوباء حتى هذا التاريخ.
4 أبريل: أعلنت الولاية عن تأكيد 1081 إصابة جديدة، ليصل مجموع الإصابات إلى 14225، بالإضافة إلى 61 وفاة جديدة، ليصبح مجموع الوفيات 540.أصدرت وزارة الصحة والخدمات الإنسانية أمرًا طارئًا يطلب من الأطباء الإبلاغ عن وفيات كوفيد-19 بسرعة أكبر لأنَّ ذلك يساهم في إبطاء انتشار الفيروس.
5 أبريل: أعلنت الولاية عن تشخيص 1493 إصابة جديدة، ليبلغ مجموع الإصابات 15718، بالإضافة إلى 77 وفاة جديدة، ليبلغ مجموع الوفيات 617.
6 أبريل: أعلنت الولاية عن تأكيد 1503 إصابة جديدة، ليبلغ إجمالي الإصابات 17,221 إصابة، بالإضافة إلى 110 حالة وفاة جديدة، ليبلغ عدد الوفيات 727.
7 أبريل: أعلنت الولاية عن تسجيل 1749 إصابة مؤكدة جديدة، ليبلغ مجموع الإصابات 187,070، بالإضافة إلى 118 حالة وفاة جديدة ليبلغ مجموع الوفيات 845. أكدت مقاطعة ماسون الإصابة الأولى فيها، وأكدت مقاطعة أوسينا عن الوفاة الأولى فيها.

#### 8-14 أبريل
8 أبريل: أعلنت ولاية ميشيغان عن تسجيل 1376 إصابة جديدة، ليصل مجموع الإصابات إلى 20346، بالإضافة إلى 114 وفاة جديدة، ليصبح مجموع الوفيات 959. وأصبحت ميشيغان ثالث ولاية في الولايات المتحدة تسجل أكثر من 20000 إصابة بحلول ذلك التاريخ.
9 أبريل: أعلنت الولاية عن تسجيل 1,158 إصابة جديدة، ليصل مجموع الإصابات إلى 21,504، بالإضافة إلى 117 وفاة جديدة، ليصبح مجموع الوفيات 1,076. وأعلنت ثلاث مقاطعات أخرى هي دلتا ومونرو وأوتاوا عن أول وفاة فيها. أمرت الحاكم ويتمر بتمديد أمر الإقامة في المنازل حتى 30 أبريل، وأضافت عدة قيود جديدة لزيادة في التباعد الاجتماعي.
10 أبريل: أعلنت الولاية عن 1279 إصابة جديدة، ليصل مجموع الإصابات إلى 22783، مع تسجيل 205 وفاة، ليصل مجموع الوفيات إلى 1281 وفاة، وهي أكبر حصيلة من الوفيات تسجل في يوم واحد منذ بداية جائحة كوفيد-19 في ولاية ميشيغان. وأكدت الولاية تعافي 433 مصاب حتى هذا التاريخ، بزيادة 377 عن الأسبوع السابق.
11 أبريل: أعلنت الولاية عن 1210 إصابة جديدة، ليصل مجموع الإصابات إلى 23993، مع 111 وفاة ليبلغ مجموع الوفيات 1392. وأعلنت مقاطعة باي عن وفاتها الأولى.
12 أبريل: أعلنت الولاية عن 645 إصابة جديدة ليصل مجموع الإصابات إلى 24638، مع تسجيل 95 وفاة جديدة ليبلغ مجموع الوفيات 1487 وفاة. وأعلنت مقاطعة شيواسي عن أول وفاة فيها لرجل في الثلاثينيات من عمره يعاني من أمراض سابقة.
13 أبريل: أعلنت الولاية عن 997 إصابة جديدة، ليصل مجموع الإصابات إلى 25636، مع 115 وفاة جديدة ليبلغ مجموع الوفيات 1602. وأعلنت مقاطعة باري عن أول وفاة بسبب كوفيد-19 لامرأة تبلغ من العمر 59 عامًا.
14 أبريل: أعلنت الولاية عن 1366 إصابة جديدة ليبلغ مجموع الإصابات 27001 إصابة، مع تأكيد 166 وفاة جديدة ليبلغ مجموع الوفيات 1768.

#### 15-21 أبريل
15 أبريل: أعلنت الولاية عن تسجيل 1058 إصابة جديدة، ليبلغ عدد الإصابات 28059 إصابة، بالإضافة إلى 153 وفاة جديدة، ليصبح مجموع الوفيات 1921.
16 أبريل: أعلنت الولاية عن تسجيل 1204 إصابة جديدة، ليبلغ مجموع الإصابات 29263 إصابة، بالإضافة إلى 172 وفاة جديدة، ليبلغ مجموع الوفيات 2093.
17 أبريل: أعلنت الولاية عن 760 إصابة جديدة، ليصل مجموع الإصابات إلى 30023، مع تسجيل 134 وفاة جديدة ليبلغ مجموع الوفيات 2227 وفاة. وأعلنت الولاية أيضًا عن تعافي 3237 مصاب حتى هذا التاريخ، بزيادة قدرها 2804 مصاب عن الأسبوع الماضي.
18 أبريل: أعلنت الولاية عن تسجيل 768 إصابة جديدة، ليبلغ العدد الإجمالي للإصابات 30791، مع تسجيل 81 وفاة جديدة ليبلغ مجموع الوفيات 2308 وفاة.
19 أبريل: أعلنت الولاية عن تسجيل 633 إصابة جديدة، ليصل مجموع الإصابات إلى 31424، بالإضافة إلى 83 وفاة جديدة ليصبح مجموع الوفيات 2391.
20 أبريل: أعلنت الولاية عن تسجيل 576 إصابة جديدة، ليصل مجموع الإصابات إلى 32 ألف، بالإضافة إلى 77 حالة وفاة جديدة، ليصل مجموع الوفيات إلى 2468، وكان عدد الإصابات المسجلة في هذا اليوم هو الأقل منذ 26 مارس، كما أنَّ إجمالي الوفيات المسجلة هو الأقل أيضًا منذ 5 أبريل.
21 أبريل: أعلنت الولاية عن تسجيل 967 إصابة جديدة، ليصل مجموع الإصابات إلى 32967، بالإضافة إلى 232 حالة وفاة جديدة ليبلغ مجموع الوفيات 2700. وكان عدد الوفيات هو الأعلى منذ بدء تفشي الوباء منذ 10 أبريل.

#### 22-30 أبريل
22 أبريل: أعلنت الولاية عن تسجيل 999 إصابة جديدة، ليصل مجموع الإصابات إلى 33966، بالإضافة إلى 183 حالة وفاة جديدة، ليبلغ مجموع الوفيات 2813.
23 أبريل: أعلنت الولاية عن تسجيل 1325 إصابة جديدة، ليصل إجمالي الإصابات إلى 35291، بالإضافة إلى 164 حالة وفاة جديدة، ليصبح مجموع الوفيات 2977.
24 أبريل: أعلنت الولاية عن تسجيل 1350 إصابة جديدة، ليصل مجموع الإصابات إلى 36641، بالإضافة لستجيل 108 وفيات جديدة، ليبلغ مجموع الوفيات 3085. ومددت الحاكم ويتمر أمر الإقامة في المنزل حتى 15 مايو، مع رفع بعض القيود وإضافة قيود أخرى. كما أعلنت الولاية عن تعافي 8342 مصاب حتى هذا التاريخ، وهو ضعف عدد المتعافين في الأسبوع السابق.
25 أبريل: أعلنت الولاية عن تسجيل 562 إصابة جديدة، ليصل مجموع الإصابات إلى 37203، مع تسجيل 189 حالة وفاة جديدة، ليصبح مجموع الوفيات 3274. وكان عدد الإصابات الجديدة المسجل في هذا اليوم هو الأقل منذ 26 مارس.
26 أبريل: أعلنت الولاية عن تسجيل 575 إصابة جديدة، ليصل مجموع الإصابات إلى 37778، بالإضافة إلى 41 حالة وفاة جديدة، ليبلغ عدد الوفيات بذلك 3315 وفاة. وهو أقل عدد وفيات يسجل في يوم واحد منذ 29 مارس.
27 أبريل: أعلنت الولاية عن تسجيل 432 حالة جديدة، ليصل مجموع الإصابات إلى 38210 إصابة، بالإضافة إلى 92 حالة وفاة جديدة، ليبلغ مجموع الوفيات 3407، وهي أقل عدد إصابات جديدة تسجل في يوم واحد منذ 23 مارس.
28 أبريل: أعلنت الولاية عن تسجيل 1052 إصابة جديدة في هذا اليوم، ليصل عدد الإصابات المسجلة إلى 39262، بالإضافة لتسجيل 160 وفاة جديدة، ليصبح مجموع الوفيات 3567.
29 أبريل: أعلنت الولاية عن تسجيل 1137 إصابة جديدة، ليبلغ مجموع الإصابات 40399 إصابة، مع 103 وفاة جديدة ليبلغ مجموع الوفيات 3670.
30 أبريل: أعلنت الولاية عن تسجيل 980 إصابة جديدة، ليصل مجموع الإصابات إلى 41379، بالإضافة إلى 119 حالة وفاة جديدة، ليصبح مجموع الوفيات 3789.

### مايو

#### 1-7 مايو
1 مايو: أعلنت الولاية عن تسجيل 977 إصابة جديدة، ليبلغ مجموع الإصابات 42356، بالإضافة لتسجيل 77 حالة وفاة جديدة، ليبلغ مجموع الوفيات 3866 وفاة. أمرت الحاكمة ويتمر بتمديد حالة الطوارئ حتى 28 مايو. وأُعلن أن 15659 من المصابين قد تعافوا بزيادة قدرها 7317 عن الأسبوع الماضي.
2 مايو: أعلنت الولاية عن تسجيل 851 إصابة جديدة، ليبلغ مجموع الإصابات 43207، بالإضافة إلى 154 حالة وفاة جديدة، ليصل مجموع الوفيات إلى 4020.
3 مايو: أعلنت الولاية عن تسجيل 547 إصابة جديدة، ليصل عدد الإصابات إلى 43754، بالإضافة إلى 29 وفاة جديدة، ليبلغ عدد الوفيات 4049.
4 مايو: أعلنت الولاية عن تسجيل 196 إصابة جديدة، ليصل مجموع الإصابات إلى 43950، بالإضافة إلى 86 وفاة جديدة، ليصبح مجموع الوفيات 4135.
5 مايو: أعلنت الولاية عن تسجيل 447 إصابة جديدة، ليصل مجموع الإصابات إلى 44397 إصابة، بالإضافة إلى 44 حالة وفاة جديدة، ليبلغ عدد الوفيات 4179.
6 مايو: أعلنت الولاية عن تسجيل 657 إصابة جديدة ليصل عدد الإصابات إلى 45054، بالإضافة إلى 71 حالة وفاة جديدة، ليبلغ عدد الوفيات 4250.
7 مايو: أعلنت الولاية عن تسجيل 592 إصابة جديدة، ليصل مجموع الإصابات إلى 45646، بالإضافة إلى 93 وفاة جديدة، ليبلغ مجموع الوفيات 4343. مددت الحاكم ويتمر أمر الإقامة في المنازل حتى 28 مايو، وعدلت بعض القيود المفروضة سابقًا، وسمحت بإعادة فتح المصانع اعتبارًا من 11 مايو.

#### 8-14 مايو
8 مايو: أعلنت الولاية عن تسجيل 680 إصابة جديدة، ليصل عدد الإصابات إلى 46326، بالإضافة إلى 50 حالة وفاة جديدة، ليبلغ مجموع الوفيات 4393، وأعلنت الولاية أيضًا أن 22686 مصابًا قد تعافوا من كوفيد-19 حتى هذا التاريخ، بزيادة قدرها 7027 مصاب عن الأسبوع السابق.
9 مايو: أعلنت الولاية عن تسجيل 380 إصابة جديدة ليصل مجموع الإصابات إلى 46756، بالإضافة إلى 133 حالة وفاة جديدة، ليبلغ مجموع الوفيات 4526 وفاة.
10 مايو: أعلنت الولاية عن تسجيل 382 إصابة جديدة، ليصل مجموع الإصابات إلى 47138 إصابة جديدة، بالإضافة إلى 25 حالة وفاة جديدة، ليبلغ مجموع الوفيات 4551 وفاة. وكان هذا أقل عدد من الوفيات التي تسجل في ولاية ميشيغان في يوم واحد منذ 29 مارس.
11 مايو: أعلنت الولاية عن تسجيل 414 إصابة جديدة، ليبلغ إجمالي الإصابات 47552، بالإضافة إلى 33 وفاة جديدة، ليبلغ عدد الوفيات 4584.
12 مايو: أعلنت الولاية عن تسجيل 469 إصابة جديدة، ليصل عدد الإصابات إلى 48021، بالإضافة إلى 90 حالة وفاة جديدة، ليبلغ عدد الوفيات 4674.
13 مايو: أعلنت الولاية عن تسجيل 370 إصابة جديدة، ليصل عدد الإصابات إلى 48391 إصابة، بالإضافة إلى 40 وفاة جديدة، ليصبح مجموع الوفيات 4714.
14 مايو: أعلنت الولاية عن تسجيل 1191 إصابة جديدة، ليصل عدد الإصابات إلى 49582، بالإضافة إلى 73 وفاة جديدة، ليبلغ إجمالي الوفيات 4787. تعود الزيادة في الإحصائيات جزئيًا إلى تحول بعض المختبرات الخاصة إلى الإبلاغ التلقائي عن الحالات بدلًا من المعاملات اليدوية التي كانت تؤدي إلى تأخر وصول التقارير إلى سلطات الولاية.

#### 15-21 مايو
15 مايو: أعلنت الولاية عن تسجيل 497 إصابة جديدة، ليصل مجموع الإصابات إلى 50079، بالإضافة إلى تسجيل 38 وفاة جديدة ليبلغ عدد الوفيات 4825، كما أعلنت الولاية عن تعافي 28234 مصاب حتى هذا التاريخ، بزيادة قدرها 5548 عن الأسبوع السابق.
16 مايو: أعلنت الولاية عن تسجيل 425 إصابة جديدة، ليصل مجموع الإصابات إلى 50504، بالإضافة لتسجيل 55 وفاة جديدة ليبلغ إجمالي الوفيات 4880.
17 مايو: أعلنت الولاية عن تسجيل 638 إصابة جديدة، ليصل مجموع الإصابات إلى 51142، بالإضافة لتسجيل 11 حالة وفاة جديدة، ليصبح مجموع الوفيات 4891. وهو أقل عدد يومي من الوفيات يُسجل منذ 24 مارس (لا يشمل الوفيات في ديترويت).
18 مايو: أعلنت الولاية عن تسجيل 773 إصابة جديدة، ليبلغ عدد الإصابات 51915 إصابة، مع تسجيل 24 حالة وفاة جديدة، ليصبح مجموع الوفيات 4915.
19 مايو: أعلنت الولاية عن تسجيل 435 إصابة جديدة، ليصل عدد الإصابات 52350، مع تسجيل 102 وفاة جديدة، ليصل عدد الوفيات إلى 5017.
20 مايو: أعلنت الولاية عن تسجيل 659 إصابة جديدة، ليصل عدد الإصابات إلى 53009، بالإضافة إلى 43 حالة وفاة جديدة، ليصبح مجموع الوفيات 5060.
21 مايو: أعلنت الولاية عن تسجيل 501 إصابة جديدة، ليصل مجموع الإصابات إلى 53510، بالإضافة لتسجيل 69 حالة وفاة جديدة، ليبلغ مجموع الوفيات 5129.

#### 22-31 مايو
22 مايو: أعلنت ولاية ميشيغان عن تسجيل 403 إصابة، ليصل مجموع الإصابات إلى 53913، بالإضافة إلى تسجيل 29 وفاة جديدة ليصبح مجموع الوفيات 5158. وأعلنت الولاية أن 33168 مصابًا قد تعافوا بزيادة 4934 عن الأسبوع السابق. مددت الحاكم ويتمر أمر الإقامة في المنازل حتى 12 يونيو وحالة الطوارئ حتى 19 يونيو.
23 مايو: أعلنت الولاية عن تسجيل 452 إصابة جديدة، ليصل مجموع الإصابات إلى 54365، بالإضافة لتسجيل 65 وفاة جديدة، ليبلغ مجموع الوفيات 5223.
24 مايو: أعلنت الولاية عن تسجيل 314 إصابة جديدة، ليبلغ عدد الإصابات 54679، بالإضافة إلى خمس وفيات جديدة، ليصبح مجموع الوفيات 5228. وهو أقل عدد من الوفيات يُسجل في يوم واحد منذ 22 مارس.
25 مايو: أعلنت الولاية عن تسجيل 202 إصابة جديدة، ليصل مجموع الإصابات إلى 54881، بالإضافة لتسجيل 12 وفاة جديدة ليبلغ مجموع الوفيات 5240.

## حالات بارزة
كانت نتائج المغنية المسيحية ساندي باتي إيجابية للإصابة بالفيروس في 18 مارس، بعد أن أحيت حفلة موسيقية في جامعة اندروز في بيرين سبرينغز، في ميشيغان في 8 مارس. كان بعض الأشخاص على اتصال وثيق معها بعد الحفلة. وُجّهت تعليمات لجميع الذين كانوا على اتصال معها بعزل أنفسهم ومراقبة الأعراض حتى 22 مارس. ربطت ثلاث حالات لاحقة في مقاطعة بيرين بالحفل.
حتى 25 مارس، كان تسعة من موظفي إدارة شرطة ديترويت إيجابيي اختبار كوفيد-19، في حين وُضع 280 آخرين في الحجر الصحي. في 24 مارس أبلغ عن وفاة شخص واحد داخل الإدارة، وهو مدني يبلغ من العمر 38 عامًا. أُبلغ عن وفاة ثانية في نفس التاريخ، وهو ضابط قيادي في الإدارة توفي نتيجة مضاعفات الإصابة بالفيروس. وأظهر اختبار الرئيس جيمس كريج نتائج إيجابية للفيروس وبقي تحت الحجر الصحي لأكثر من أسبوعين. حتى 25 مارس، أصيب ستة موظفين آخرين في مدينة ديترويت بالفيروس، ووضع العديد منهم تحت الحجر الصحي. وبحسب ما ورد أصيب الضباط وغيرهم بالمرض في حفل إفطار جماعي في مركز فورد للموارد والمشاركة في ديترويت في 6 مارس. أصيب 76 ضابط من ضباط شرطة ديترويت و17 من رجال الإطفاء بحلول 31 مارس.
ثبتت إصابة 18 موظفًا في مكتب الشريف بمقاطعة واين كاونتي، مع أول تأكيد للوفاة في الإدارة في 25 مارس، التي كانت من نصيب قائد عسكري مخضرم يبلغ من العمر 63 عامًا، أمضى في الإدارة حوالي 30 عامًا. وشُخّص أيضًا كريستيان وود لاعب ديترويت بيستونز بالإصابة بالفيروس، وتوفي ممثل الولاية إسحاق روبنسون من ديترويت عن إصابته بأعراض يشتبه أنها ناتجة عن إصابته بكوفيد-19  في 29 مارس عن عمر يناهز 44 عامًا. في 6 أبريل، قالت ممثلة ولاية أخرى، كارين ويتسيت، من ديترويت أيضًا، إنه كانت نتائج اختباراتها إيجابية لكوفيد-19 أيضًا.
كان هناك مجموعات بارزة داخل إدارة السجون في ميشيغان، فقد ثبتت إصابة 380 سجينًا وموظفًا بالفيروس في عشرة من السجون الـ 29 في ميشيغان حتى تاريخ 10 أبريل، في مقاطعة جاكسون. رُبط موت الموظف الأول بمركز ديترويت رينتري. شملت الوفيات سجينتين والعديد من الموظفين.
في 1 أبريل، اكتشفت أول حالة على الإطلاق من التهاب الدماغ الناخر المرتبط بكوفيد-19 في نظام هنري فورد الصحي في ديترويت.
في 2 أبريل صرحت طبيبة الأطفال في مركز هيرلي الطبي الدكتورة منى حنا عطيشة، التي ساعدت في الكشف عن أزمة مياه فلينت، بأن نتيجة اختبار الفيروس عندها كانت إيجابية.
في 6 أبريل، توفي روبن بركس، المدير التنفيذي لشركة يونايتد أوتو وركرز، ومقرها فلينت بسبب إصابته بفيروس كوفيد-19 عن عمر يناهز 86 عامًا. وفي 6 أبريل أيضًا، توفي ناثيل بورتلي، المشرف السابق لمدارس فلينت المجتمعية ومدارس جراند رابيدز العامة، بسبب إصابته بفيروس كوفيد-19 عن عمر 79 عامًا.
حتى 9 أبريل، تبين أن ثمانية موظفين في مركز دوراند لرعاية المسنين وإعادة التأهيل كانوا إيجابيين للفيروس، وعُزل جميع السكان في غرفهم. وأُكّد وجود 11 حالة في 12 أبريل، وأُفيد عن وجود 70 حالة إصابة، 39 منهم من المقيمين، والـ 31 الآخرين من الموظفين في 20 أبريل. في 22 أبريل أبلغت دار التمريض القريبة «ذا لودجيز أوف دوراند» عن وجود موظف واحد وثلاثة من المقيمين ثبتت إصابتهم بكوفيد-19.
أبلغت دار رعاية في سيدار سبرينغز عن ستة وفيات بسبب الفيروس في 9 أبريل. وأبلغت في وقت سابق عن إصابة 31 مقيمًا وخمسة موظفين لديها.
أُبلغ أيضًا في 9 أبريل عن إيجابية اختبار تشخيص كوفيد-19 لدى 872 موظفًا في نظام هنري فورد الصحي في مترو ديترويت.
أفاد كروجر وميجر في 11 أبريل أن العديد من موظفيهم في الولاية ماتوا بسبب إصابتهم بالفيروس، أفاد كروجر بأن العدد هو 4 وفيات، في حين لم يذكر ميجر رقمًا دقيقًا.
في 14 أبريل أبلغت دار رعاية ريجنسي في بلدة غراند بلانك عن 16 حالة إصابة بكوفيد-19، توفي أربعة منهم.
توفي ضابط شرطة فلينت بسبب إصابته بالفيروس في 17 أبريل، وأبلغت دار رعاية مابل وودز مانور في كليو عن وفاة 13 من سكانها بسبب الفيروس في تاريخ 17 أبريل أيضًا.
في 19 أبريل، أصبحت فتاة في ديترويت تبلغ من العمر خمس سنوات أصغر مقيمة في ميشيغان تموت بسبب فيروس كوفيد-19.
في 20 أبريل، أفاد مركز هيرلي الطبي أن أحد ضباط السلامة العامة المخضرمين توفي بسبب إصابته بالفيروس.
في 21 أبريل أُبلغ عن إيجابية اختبار 60 عاملًا في مصنع تعبئة اللحوم جي بي أس في بلدة غون بلاين تاونشيب.
في 12 مايو، توفي سياسي الدولة السابق موريس هود الثالث، الذي خدم في المجلس التشريعي، بسبب إصابته بكوفيد-19عن عمر يناهز 54 عامًا.
في 11 مايو، كانت نتيجة اختبار الفيروس إيجابية لـ 25 سيدة مقيمة وأربعة موظفين في منزل خدمات وولفيرين، وهي منشأة لعلاج الشباب في فاسار.

## رد الحكومة
في 3 فبراير، نشّطت وزارة الصحة والخدمات الإنسانية بولاية ميشيغان (إم دي إتش إتش إس) مركز تنسيق الطوارئ الصحية المجتمعية لدعم الاستجابة المحلية وعلى مستوى الولاية لفيروس كورونا. في 28 فبراير، فعّلت الحاكمة غريتشين ويتمر مركز عمليات الطوارئ في الولاية للمساعدة في التنسيق. في 3 مارس، أنشأت أربع فرق عمل معنيين بكوفيد-19: عمليات الولاية، الصحة والخدمات الإنسانية، التعليم، والاقتصاد/القوى العاملة. أعلنت حالة الطوارئ على مستوى الولاية في 10 مارس (الأمر التنفيذي 2020-04).
اعتبارًا من 11 مارس، أصبح لدى جميع وحدات السكن الجامعي في جامعة ليك سوبيريور الحكومية وجامعة ميشيغان وجامعة ميشيغان الغربية وجامعة واين ستيت وجامعة ميشيغان التكنولوجية وجامعة ميشيغان الشمالية وجامعة ولاية ميشيغان وجامعة مقاطعة غراند فالي وجامعة مقاطعة ساجيناو فالي وجامعة مركز ميشيغان وجميع كليات المجتمع، قيودًا مختلفة على الطلاب وأعضاء هيئة التدريس استجابة للفيروس.
في 13 مارس، وبموجب الأمر التنفيذي 2020-05، حظرت ويتمر جميع التجمعات التي تضم 250 شخصًا أو أكثر في مكان واحد بدءًا من ذلك اليوم. فرض الحظر استثناءات على المرافق السكنية وخدمات رعاية الأطفال في المدارس بالإضافة إلى استثناءات للمستهلكين الذين يشترون البقالة أو المنتجات، وللأعمال الصناعية والتصنيعية، ووسائل النقل العام وأشكال النقل الجماعي الأخرى (الأمر التنفيذي 2020-05) زاد الحظر بتخفيض عدد التجمعات إلى 50 شخصًا في 16 مارس وفقًا لتوصية مركز السيطرة على الأمراض وهو ساري المفعول من 17 مارس - 5 أبريل. حُدّث الأمر في ما بعد لتُستبعد دور العبادة من العقوبة في حال اجتمع أكثر من 50 شخصًا.
تضمّن الأمر التنفيذي 2020-05 أيضًا إغلاق جميع المباني المدرسية من المرحلة ك12 من 16 مارس حتى 5 أبريل (الأمر التنفيذي 2020-05). في 2 أبريل، حُدّث الأمر لتعليق ما تبقى من العام الدراسي 2019-2020، إلّا في حال رُفعت قيود الأزمة بطريقة أخرى. تضمّن الطلب مبادئ توجيهية لتطوير وتوزيع مواد التعلم المنزلي. بالإضافة إلى ذلك، سيُمنح جميع الخريجين في المدرسة الثانوية فرصة التخرج في تاريخهم المحدد مسبقًا.
بالإضافة إلى ذلك، في 13 مارس، منحت وزارة التعليم بولاية ميشيغان استثناء فيدراليًا من قبل وزارة الزراعة الأمريكية. يسمح الاستثناء للطلاب الذين سيحصلون على الطعام في الإغلاق غير المتوقع للمدرسة إس إف إس بّي بعدم تلقي الطعام في مجموعات. منعت إدارة السجون في ميشيغان الزوّار، إلى جانب حظر تطوع السجناء. سيُطلب من العاملين في السجون اختبار درجة حرارتهم وإثبات أنهم أقل من 100.4 درجة فهرنهايت (38.0 درجة مئوية) إلى جانب تدابير أخرى. أوقف معهد ميشيغان للتكنولوجيا والمعهد الفني جميع البرامج حتى 5 أبريل.
أصدرت وزيرة خارجية ميشيغان جوسلين بنسون أمراً يبدأ تفعيله في 16 مارس بقصر جميع مكاتب فروع وزارة خارجية ميشيغان على الدخول بعد تحديد موعد فقط. الخدمات الوحيدة التي تقدمها المكاتب ستكون لأولئك الذين يتقدمون للحصول على تراخيص وهويات جديدة، ونقل الملكية، واختبار الترخيص. لن تُفتح جميع الفروع أيام السبت، مع ازدياد معظم ساعات العمل خلال أيام الأسبوع. بالنسبة لأولئك الذين يجددون تراخيصهم، تم التنازل عن إثبات متطلبات التأمين على السيارات. تم التنازل أيضًا عن الرسوم المتأخرة المرتبطة بالتغيير.
في 10 مارس، أعدّت المدعية العامة دانا نيسل خطًا ساخنًا للإبلاغ عن الشركات بتلاعبها في أسعار السلع مثل ورق المرحاض واللحوم والحليب والخبز والماء المعبأ وأقنعة الوجه ومطهرات اليد ومستلزمات التنظيف. يواجه البائعون غرامات إذا كان سعر طلبهم أعلى بنسبة 20٪ على الأقل ما كان عليه في 9 مارس، بعد أن حظر أمر تنفيذي من الحاكمة ويتمر هذه الممارسة، حتى 16 أبريل. يتضمن الأمر فقرة تعفي تجار التجزئة في حال كان «يمكنهم إثبات أن الزيادة تُعزى إلى زيادة تكلفة طرح المنتج في السوق أو كان هناك خصم غير عادي ساري المفعول اعتبارًا من 9 مارس». حتى 19 مارس، سُجّلت 800 شكوى على الأقل. في 19 مارس، أرسلت نيسل رسالة للتوقف والكف إلى مينارد بعد أن وجد محققوها أدلة على ارتفاع الأسعار، ومضاعفة تكلفة البيع بالتجزئة في بعض الأحيان، على المُبيضات عالية الطلب وأقنعة الوجه إم3. في حالات أخرى، أفاد المعلِمين برؤية أقنعة وجه تكلف 10 دولارات للقطعة الواحدة، وعبوات مياه مقابل 35 دولارًا، وعبوات مطهرات يدين مقابل 60 دولارًا. أصدر ويتمر أمراً ثانياً في 20 مارس «يركز على موارد لإنفاذ الحالات الأكثر صلة بالحالة الطارئة من خلال توضيح الزيادات التي تشكل تلاعبًا في الأسعار». حتى 14 أبريل، سُجلت 3,541 شكوى.
في 17 مارس، وافقت الهيئة التشريعية في ميشيغان على 125 مليون دولار لمكافحة الجائحة، مع تخصيص 50 مليون دولار لوزارة الصحة والخدمات البشرية و40 مليون دولار أخرى لوكالات الولاية الأخرى لتلبية احتياجات الاستجابة المستمرة لفيروس كورونا. وخُصصت 35 مليون دولار أخرى احتياطيًا في حال الحاجة إلى مزيد من التمويل في المستقبل. في 18 مارس، طلب الحاكم ويتمر من الحرس الوطني لجيش ميشيغان «مساعدة وزارة الصحة والخدمات الإنسانية في ميشيغان في تجميع وتحميل معدات الحماية الشخصية المهمة، مثل القفازات وسربال حماية والدروع الواقية للوجه». الشائعات التي تُداول بشأن وجود الحرس الوطني في الولاية، أكدت ويتمر في 20 مارس أنه لا توجد خطط نشطة لتطبيق الأحكام العرفية، على الرغم من أنها أشارت إلى أن مسؤولي الدولة كانوا يراقبون فعالية بروتوكولات الإغلاق في الولايات الأخرى، ينبغي أن تصبح ضرورية. في 30 مارس، خصصت الهيئة التشريعية 150 مليون دولار إضافية لشراء الإمدادات لمكافحة الجائحة.
في 20 مارس، وقّعت الحاكمة ويتمر أمرًا تنفيذيًا يحظّر على الملاك تقديم طلبات إخلاء ضد المستأجرين حتى 17 أبريل، والتي تقول إنها «تعفي المحاكم من قيود قانونية معينة لتمكينهم من الإبقاء على الإجراءات المتعلقة بالإخلاء حتى بعد مرور حالة الطوارئ كوفيد-19». وفي ذلك التاريخ أيضًا، وقّعت ويتمر على أمر تنفيذي للمنشآت الطبية وطب الأسنان بتأجيل أي إجراءات «غير ضرورية»، مثل الجراحة التجميلية وتبييض الأسنان، بدءًا من 20 مارس وحتى وقت رفع حالة الطوارئ. في 21 مارس، أصدرت ويتمر أمرًا تنفيذيًا بإغلاق المرافق التي تقدم خدمات رعاية شخصية غير ضرورية مثل صالونات الشعر والأظافر وصالونات الدباغة والمنتجعات الصحية والشركات التي تقدم خدمات التدليك والوشم وفن الجسم والثقب، حتى 13 أبريل. في 30 مارس، وقّعت ويتمر أمرًا تنفيذيًا يحظر الزيارات البيطرية غير الضرورية.
في 23 مارس، أصدرت ويتمر أمرًا بالبقاء في المنزل على مستوى الولاية، بدءًا من صباح الثلاثاء 24 مارس واستمر لمدة ثلاثة أسابيع على الأقل حتى 13 أبريل. مُدّد لاحقًا حتى 30 أبريل، ثم أُعيد تمديده حتى 15 مايو، ثم 30 مايو. فرض الأمر التنفيذي 2020-21 «ابقَ في المنزل، ابقَ في أمان» على جميع الشركات والعمليات بتعليق الخدمات الشخصية مؤقتًا التي ليست ضرورية للحفاظ على الحياة أو حمايتها. وجّه الأمر السكان بالبقاء «في منازلهم ما لم يكونوا جزءًا من قوة عاملة أساسية، أو يشاركون في نشاط في الهواء الطلق، أو يؤدون المهام اللازمة لصحة وسلامة أنفسهم أو أسرهم، مثل الذهاب إلى المستشفى أو البقالة متجر.» عند مغادرة المنزل، يجب على الأفراد الالتزام بإجراءات التباعد الاجتماعي، وفقًا لتوجيهات مركز السيطرة على الأمراض. وُقّع الأمر الجديد للبقاء في المنزل، الأمر التنفيذي 2020-42، في 9 أبريل، إذ أُغلقت ملاعب الجولف، ولم يُسمح بالقوارب الترفيهية والسفر إلى بيوت العطلات في الولاية، وحُظر على العملاء التسوق في الأقسام غير الضرورية من متاجر التجزئة والشركات بما في ذلك السجاد والأرضيات والأثاث ومراكز الحدائق والمشاتل أو الدهانات. يمكن أن يؤدي الفشل في الالتزام بالأمر إلى غرامة 1,000 دولار أو 90 يومًا في السجن. في 15 أبريل، أمرت ويتمر دور رعاية المسنين بنقل المرضى المصابين بفيروس كورونا إلى وحدات منفصلة أو مرافق خاصة وحظرت عمليات الإخلاء من دور رعاية المسنين. الأمر ساري حتى 13 مايو. في 17 أبريل، حددت ويتمر خطة لإعادة فتح اقتصاد الولاية اعتبارًا من 1 مايو، بعد انتهاء فترة إقامتها الأخيرة في المنزل. مُدد أمر البقاء في المنزل في وقت لاحق إلى 15 مايو، مع رفع بعض القيود عن الثاني وإضافة أخرى. أُزيل الحظر المثير للجدل لركوب القوارب الترفيهية والسفر إلى منازل العطلات، بينما أصبحت أغطية الوجه غير الطبية في الأماكن العامة إلزامية اعتبارًا من 26 أبريل. سُمح بإعادة فتح العديد من الشركات وأقسام المتاجر، بما في ذلك لوازم البستنة والطلاء، وكذلك كملاعب للجولف، لكن حُظرت إيجارات إير بي إن بي. عُدّل على بعض القيود في أمر البقاء في المنزل من الطلبات السابقة وسُمح بإعادة التصنيع في 11 مايو. في 27 أبريل، وقّعت ويتمر على أمر تنفيذي يضع عدة قواعد جديدة على المطاعم ومحلات البقالة وموظفيها. في 18 مايو، أعلنت ويتمر عن فتح الحانات وغرف المطاعم في شبه الجزيرة السفلى الشمالية وشبه الجزيرة العليا في 22 مايو. أعلنت لاحقًا أن متاجر البيع بالتجزئة ووكلاء السيارات يمكن أن يُعاد فتحها في 26 مايو ويمكن البدء باستخدام الإجراءات الطبية غير الضرورية وطب الأسنان والطب البيطري في 29 مايو. في 22 مايو، مددت ويتمر أمر الإقامة في المنزل حتى 12 يونيو وحالة الطوارئ حتى 19 يونيو.
وافق الرئيس دونالد ترامب على إعلان الطوارئ للحاكمة ويتمر في 28 مارس. ستحصل ميشيغان على حوالي ملياري دولار من قانون مكافحة فيروس كورونا، والإغاثة، والأمن الاقتصادي (قانون كايرز) الذي وُقّع ليصبح قانونًا في 27 مارس. في 7 أبريل مُدّدت حالة الطوارئ حتى 30 أبريل. ومنذ ذلك الحين مُدّدت حتى 28 مايو الأمر المُعدّل لبعض القيود على الأوامر السابقة.
اعتبارًا من 13 أبريل، فُتحت مواقع اختبار جديدة في أتلانتا وباد آكس وباي سيتي وباتل كريك وبنتون هاربور وديترويت وفلينت وجاكسون وكالامازو وترافيرس سيتي.
حتى 13 أبريل، تتوفر 1,660 جهاز تنفس اصطناعي من إجمالي 3,209.
في 16 أبريل، انضمت ويتمر إلى حكام أوهايو وويسكونسن ومينيسوتا وإلينوي وإنديانا وكنتاكي لتنسيق خطة لإعادة فتح الاقتصاد الإقليمي في الغرب الأوسط.
في 18 مايو أصدرت ويتمر أمرين تنفيذيين، أحدهما يحظر على المصانع السماح بالزيارات الرسمية والآخر يطلب من الناس تغطية وجوههم في الأماكن العامة الداخلية. استُثني الشرط السابق بالسماح للرئيس ترامب بزيارة مصنع فورد في يبسيلانتي في 21 مايو. أثناء قيامه بجولة في المصنع (الذي كان ينتج أجهزة تهوية ومعدات حماية شخصية)، كان لدى ترامب قناع بختم الرئاسة لكنه لم يرتديه على الكاميرا، قائلًا إنه «لا يريد أن يمنح الصحافة متعة رؤيتها». وقالت المدعية العامة في ميشيغان دانا نيسيل إنها تتوقع «إجراء محادثة جادة للغاية مع فورد» لتمكين انتهاك شرط تغطية الوجه، مضيفة أن الرئيس أرسل «أسوأ رسالة ممكنة» وأنه لن يكون مرحبًا به بعد الآن في مرافق الزيارات الرسمية في الولاية.

## الفحص
بدأت مدرسة طب جامعة ميشيغان، خلال أسبوع 16 مارس، اختبارات الكشف عن كوفيد 19 في المنزل، مع إمكانية الحصول على النتائج في نفس اليوم. وسمح هذا للمستشفى أن يتخطى منظومة الفحص بالولاية، التي كانت المقدم الوحيد لاختبار كوفيد 19 سابقًا. وفي الأسبوع نفسه، أطلق النظام الصحي أيضًا خدمات إجراء الاختبار للراكبين دون مغادرة السيارة لمرضى مدرسة طب ميشيغان في مركز آن آربر الجنوبية الصحي بولاية ميشيغان، ومركز برايتون الصحي، ومركز كانتون الصحي.
بالمثل، طور أيضًا نظام وليام بومونت الصحي ونظام هنري فورد الصحي بمدينة ديترويت وسائل لإجراء الفحص بالمنزل في محاولة لزيادة السعة الكلية للاختبار داخل الولاية. وفي يوم 27 مارس، افتُتح مركز محلي للفحص دون مغادرة السيارة في ديترويت في موقع فارغ بأرض المعارض في الولاية. تصل قدرة هذا المركز، الذي أُنشئ بشراكة بين مقاطعات واين، وأوكلاند، وماكوم، ومدينة ديترويت، وثلاثة أنظمة صحية محلية، إلى اختبار 400 مواطن في اليوم ممن يُحولون إلى هذا المركز بواسطة أطبائهم في مواعيد محددة. أعادت الولاية هيكلة إجراءات الإبلاغ عن الحالات وبدأت في إدخال نتائج اختبارات التشخيص الخاصة ضمن السجلات الإحصائية الحكومية الرسمية في يوم 19 مارس. وفي يوم 15 أبريل، افتتح مركز هيرلي الطبي بمدينة فلينت عيادة فحص متنقلةً في ملعب أتوود الرياضي، بقدرة اختبار تصل إلى 250 شخصًا في اليوم الواحد. قُدمت هذه الاختبارات بأمر من الطبيب فقط، ولم تكن متاحةً للجمهور بشكل عام. افتُتحت منشآت مماثلة للاختبار دون مغادرة السيارة في أتلانتا، وباد إكس، وباتل كريك، وباي سيتي، وبينتون هاربور، وديربورن، وغراند رابيدز، وجاكسون، وكالامازو، ولانسنغ، وساغيناو، وترافيرس سيتي.
أصدر القطاع الصحي بالولاية إحصائيات يوميةً بأعداد الحالات والوفيات، وحدث أعداد حالات الشفاء أسبوعيًا. تؤدي مراجعات نتائج حالات كوفيد 19 المُبلغ عنها إلى اكتشاف وفيات غير مسجلة في حالات عديدة. أُضيفت هذه الوفيات إلى تعداد الوفيات اليومي عند اكتشافها، ونتج عن هذا الأمر معرفة أن عدد الوفيات المُعلنة يوميًا لن تشير دائمًا إلى الحالة الحالية للوباء. حُددت حالة الشفاء من المرض بعد نجاة المريض مدة 30 يومًا من تاريخ أول ظهور للأعراض، دون استعراض الحالة الصحية الفعلية للمريض أو حالة الاستشفاء. وبدءًا من يوم 29 مايو، يمكن أن يُجرى اختبار كوفيد 19 لأفراد العائلة الواحدة سويًا في كالامازو.

## التأثير الاقتصادي
في يوم 13 مارس، صرحت خطوط دلتا الجوية التي تمتلك مركزًا رئيسيًا بمطار ديترويت بأنها ستلغي كافة رحلاتها إلى أوروبا خلال الثلاثين يومًا القادمة، ما أدى إلى خفض الرحلات الجوية بنسبة 40% وإلى وقوف 300 طائرة على الأرض. أشارت خطوط دلتا في السابق إلى أنها ستتقلل عدد رحلاتها الجوية الدولية بنسبة 20% إلى 25%، ورحلاتها الداخلية بنسبة 10% إلى 15%. وفي يوم 28 أبريل، أعلنت خطوط دلتا الجوية أنها ستعلق رحلاتها من وإلى فلينت، ولانسنغ، وكالامازو بالإضافة إلى العديد من المطارات المركزية الصغيرة الأخرى في جميع أنحاء الدولة بعد خسارة 534 مليون دولار أمريكي خلال الربع الأول من عام 2020 بسبب آثار جائحة كوفيد 19 على الطيران. ستحصل جميع مطارات ميشيغان على 256 مليون دولار في مساعدات فيدرالية لتساعد في تخفيف الضائقة الاقتصادية الناتجة بسبب أزمة فيروس كورونا المستجد، ومُولت هذه المعونة من خلال قانون المساعدات، والإغاثة، والأمن الاقتصادي لفيروس كورونا (CARES).
بدءًا من يوم 15 مارس، بدأت العديد من سلاسل محلات البقالة التي تمتلك متاجر خاصة بها في ميشيغان، بما يشمل كروغر، وماير، وول مارت، في تقليل ساعات العمل لأغراض التنظيف وإعادة التخزين، في استجابة منها للجائحة. أعلنت شركات تصنيع السيارات القائمة في ميشيغان، مثل جنرال موتورز، وفورد، وفيات كرايزلر، عن إغلاق مصانعها بالتدريج بدءًا من يوم 19 مارس على أن تُغلق جميعها بنهاية نفس الشهر. توقعت شركة دومينوز بيتزا، الموجودة في الولاية، أن توظف 10000 شخص للمساعدة في تلبية الطلبات المتزايدة لخدمات توصيل الطعام للمنزل بسبب الجائحة، بينما استعدت شركة جيتس بيتزا أيضًا لتوظيف «المئات» من سائقي توصيل الطعام إلى المنزل الإضافيين لنفس السبب. وبالمثل، من المتوقع أن توظف شركة ماير الموجودة في ميشيغان 40 إلى 50 موظفًا موسميًا جديدًا في كل متجر للمساعدة في تلبية طلبات الجمهور خلال فترة تفشي الفيروس. وفي يوم 20 مارس، أعلنت شركة كروغر أن جميع متاجرها في ميشيغان ستخصص أول ساعة عمل من أيام الإثنين، والأربعاء، والجمعة من كل أسبوع، بدءًا من صباح يوم 23 مارس، لتلقي طلبات كبار السن والحوامل وأفراد النجدة والمواطنين الذين يعانون مشاكل بجهاز المناعة. وفي يوم 30 مارس، أعلنت كروغر أنها ستوظف 2000 شخص في استجابة منها للجائحة.
في يوم 30 مارس أيضًا، أعلنت شركة فورد أنها ستحول مصنع روسنفيل لمكونات السيارات التابع لها، الموجود في مدينة يبسيلانتي، لينتج أجهزة تنفس اصطناعي من طراز إيه إي لشركة جنرال إلكتريك/إيرون.

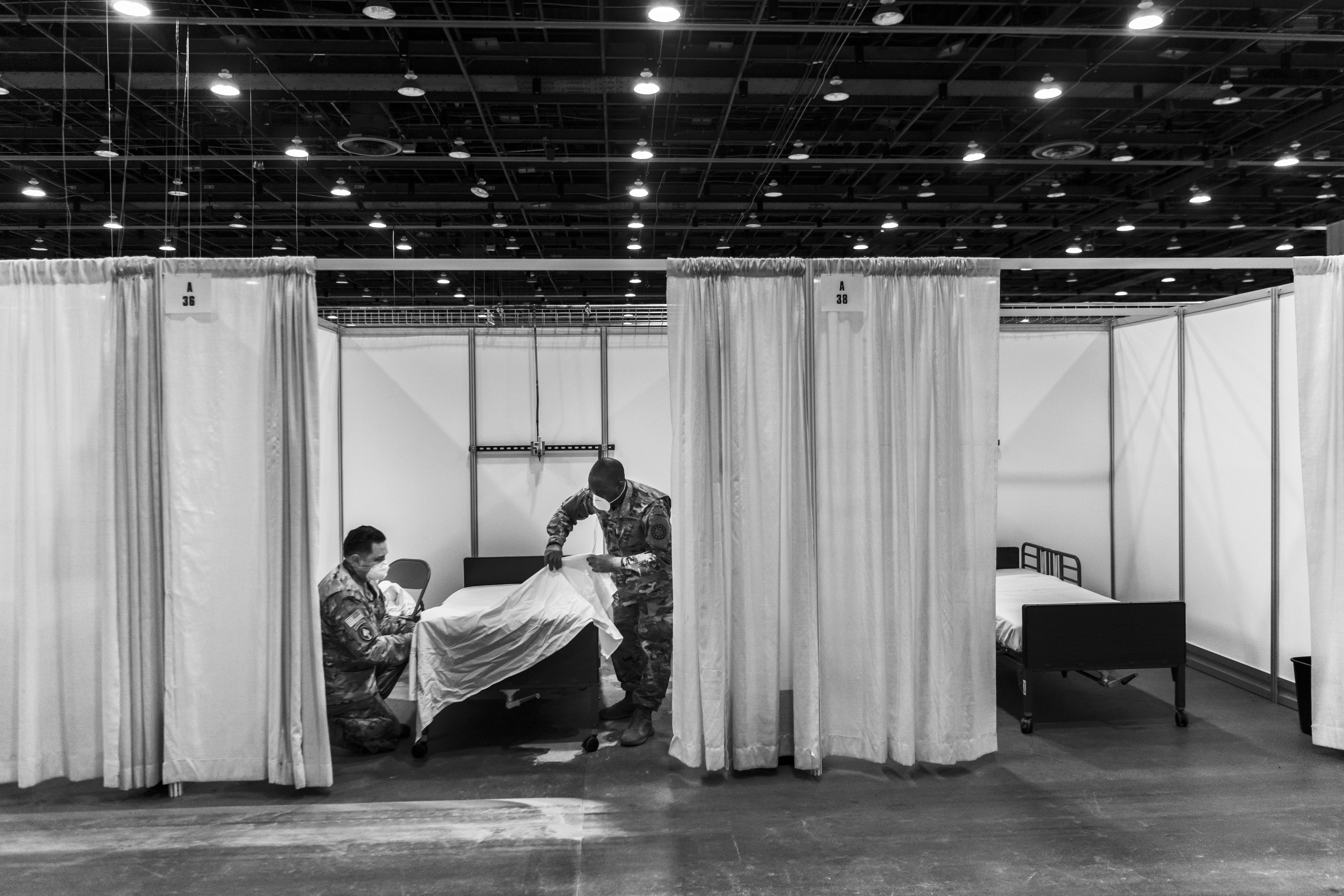
مستشفى مؤقت في مركز تي سي إف في ديترويت.

صرحت فورد أنها ستنتج 50000 جهاز خلال المئة يوم المقبلة.
أُلغي معرض أمريكا الشمالية الدولي للسيارات لعام 2020 في ديترويت يوم 29 مارس، بسبب استخدام مكان المعرض، وهو مركز تي سي إف للمؤتمرات، ليكون منشأةً تابعةً للوكالة الفيدرالية لإدارة الطوارئ (FEMA).
في صباح يوم 16 مارس، أعلنت غريتشن ويتمر حاكمة ولاية ميشيغان أمرًا مؤقتًا بغلق جميع الحانات والمطاعم في الولاية لخدمات استقبال الزبائن، على أن يُطبق القرار من الساعة الثالثة مساء نفس اليوم حتى يوم 30 مارس. استُثنت خدمات تحضير الطعام والتوصيل إلى المنازل من هذا القرار، بالرغم من حث المطاعم على الحد من خدمات تحضير الطعام لخمسة زبائن في المرة الواحدة فقط. شمل هذا القرار أيضًا مراكز اللياقة البدنية، والمسارح، وأندية القمار، والأماكن الأخرى التي تشجع وجود مجموعات كبيرة من المشتركين، مع وجود استثناءات عديدة، مثل المباني الحكومية. ومن المتوقع أن يؤثر هذا القرار كثيرًا على اقتصاد الأعمال التجارية، ودفع هذا القرار رابطة إسكان ومطاعم ميشيغان إلى مطالبة ويتمر بتقديم أوراق لتأهيل ولاية ميشيغان لتستفيد من برنامج قروض الإصابات الاقتصادية الخاص بإدارة الأعمال الصغيرة بالولايات المتحدة. زاد هذا القرار أيضًا من إعانات البطالة للعاملين في قطاع الصحة العامة حتى يوم 14 أبريل للذين يصابون بالمرض، والذين يحتاجون إجازات لرعاية الأطفال، وغيرهم. في يوم 19 مارس، صوَّت صندوق ميشيغان الاستراتيجي بالإجماع على الموافقة على برنامج إغاثة اقتصادية بقيمة 20 مليون دولار بهدف مساعدة المشاريع الصغيرة التي تأثرت بالجائحة. نظرت وكالة تأمين البطالة بميشيغان في أكثر من 1.7 مليون طلب حتى يوم 13 مايو، مع حصول 1.375 مليون شخص على الإعانات. دفعت الولاية 5.62 مليار دولار في الإعانات على مدار شهرين منذ إعلان حالة الطوارئ.

## التأثير على الرياضة
تأثرت أغلب الفرق الرياضية في الولاية بالفيروس. وبدأت العديد من الدوريات الرياضية الاحترافية في تأجيل أو تعليق مواسمها بدءًا من يوم 12 مارس. ألغى الدوري الرئيسي لكرة القاعدة بقية التدريبات الربيعية في ذلك اليوم، وفي يوم 16 مارس، أعلن تأجيلها إلى أجل غير مسمى بعد توصيات مراكز السيطرة الأمراض والوقاية منها (CDC) بالحد من الأحداث التي تضم أكثر من 50 شخصًا خلال الأسابيع الثمانية المقبلة آنذاك، ما أثر على فريق ميشيغان «ديترويت تايغرز». وفي يوم 12 مارس أيضًا، أعلنت الرابطة الوطنية لكرة السلة عن تعليق الموسم مدة 30 يومًا، ما أثر على فريق ديترويت بيستونز. وفي يوم 14 مارس، أُعلن عن إصابة كريستيان وود -المهاجم قوي الجسم بفريق ديترويت بيستونز- بمرض كوفيد 19. وفي دوري الهوكي الوطني، عُلق الموسم إلى أجل غير مسمى، ما أثر على فريق ديترويت ريد وينجز.
ألغت الرابطة الوطنية لرياضة الجامعات (NCAA) أيضًا بقية البطولات للسنة الأكاديمية الجارية، بما يشمل بطولة الشعبة الأولى للرابطة الوطنية لرياضة الجامعات لهوكي الجليد للرجال، الذي كان مُخططًا لإجراء الدور نصف النهائي والدور النهائي لها في مدينة ديترويت.
على مستوى المدارس الثانوية، ألغت رابطة ميشيغان لرياضة المدارس الثانوية بقية المواسم الشتوية وجميع المواسم الربيعية يوم 3 أبريل.

## الاستجابات الحرجة

### الاحتجاجات
في 15 أبريل، قدم موكب من آلاف سائقي الدراجات النارية من كل أرجاء الولاية للاحتجاج على تمديد أمر حاكمة الولاية غريتشين ويتمر بالبقاء في المنزل. تضمن الاحتجاج، الذي يُعرَف باسم عملية غريدلوك، إغلاق الطرقات المحيطة بكابيتول ولاية ميشيغان بما في ذلك كابيتول لوب (طريق سريع رئيسي قرب الكابيتول) بالمركبات من أجل جذب الانتباه على المستوى الوطني. نظم الاحتجاج تحالف ميشيغان المحافظ، وهي مجموعة لها علاقات بعائلة دافوس، من خلال الفيسبوك. دعم صندوق حرية ميشيغان التجمع من خلال مشاركته في استضافة الحدث، وصرف ما يقارب 250 دولارًا أمريكيًا من أجل الترويج للحدث. يطالب تحالف ميشيغان المحافظ حاكمة الولاية باتخاذ نهج أكثر اعتدالًا يسمح ببدء عودة بعض أجزاء العمل والحياة اليومية إلى الطبيعي. حث المنظمون المشاركين على تطبيق التباعد الاجتماعي، وعدم مغادرة مركباتهم خلال الاحتجاج. قدرت الملازمة دارين غرين من شرطة ولاية ميشيغان أن بضعة آلاف سيارة كانت جزءًا من هذه المظاهرة، وتجمع حوالي 100 – 150 شخصًا في حديقة الكابيتول. قالت «إنهم يقومون بعمل جيد بالحفاظ على التباعد الاجتماعي فيما بينهم، وأضافت «إنهم يتصرفون باحترام ولا يسببون أي مشاكل على الإطلاق». لم تبلغ شرطة ولاية ميشيغان ولا قسم شرطة لانسينغ عن حدوث أي اعتقالات. تعطلت العديد من الخدمات نتيجة عملية غريدلوك مثل إيقاف هيئة النقل في منطقة العاصمة بشكل مؤقت طرقًا في وسط المدينة. قال الحاكم ويتمر إن الاحتجاج كان شرعيًا بموجب التعديل الدستوري الأول لحقهم بحرية التجمع، وتفهمت غضب المحتجين، لكنها حذرتهم من كونهم يعرضون صحتهم للخطر بعدم اتباعهم لإرشادات التباعد الاجتماعي، ولاحظت أن بعض الأشخاص لم يكونوا يرتدون معدات حماية شخصية بما في ذلك أطفال، وأضافت أيضًا «إنه ليس قرارًا سياسيًا بل يتعلق الأمر بالصحة العامة». عدونا الحقيقي هو الفيروس، ولسنا أعداء بعضنا البعض. دعم الرئيس دونالد ترامب الاحتجاج في 17 أبريل وكانت تغريدته تقول «حرروا ميشيغان».
في 30 أبريل، حدث احتجاج ثانٍ عندما تجمع مئات المحتجين، والعديد منهم يحملون أسلحة نارية، في كابيتول ولاية ميشيغان. نظم المظاهرة الجماعة المحافظة ميشيغان المتحدة من أجل الحرية. قالت الحاكمة ويتمر في 30 أبريل أنها وجدت عناصر الاحتجاج «مقلقة». بالإضافة إلى ذلك، في ظهور لها في 3 مايو في برنامج حالة الاتحاد على قناة سي إن إن، قالت الحاكمة إن أعلام الكونفيدرالية، واللافتات النازية وأناشيط الإعدام، كان «مبالغ بها» وعنصرية، وقد وصف البعض الحاكمة بأنها أدولف هيتلر. في 14 مايو، تجمع عدد أكبر من المحتجين المسلحين من جماعة ميشيغان المتحدة من أجل الحرية خارج مبنى كابيتول ولاية ميشيغان. حُذِفت مجموعة المحتجين على الفيسبوك بسبب تهديدات بالقتل للحاكمة ويتمر، واندلاع شجار حول دمية مرتبطة بأنشوطة إعدام يحملها رجل معه فأس أيضًا في الاحتجاج. أغلقت هيئة ميشيغان التشريعية جلستها المقررة لتجنب احتمال حدوث مواجهة مسلحة أخرى داخل المبنى.
في 20 مايو، عقد تحالف ميشيغان المحافظ «عملية هيركت (قص شعر)» في حديقة مبنى الكابيتول أعطى فيها حلاقون حلاقات مجانية دعمًا لحلاق في مدينة أوسو أُجبِر على الإغلاق بعد مواصلته للعمل حتى الأسبوع الماضي منتهكًا بذلك أمرًا تنفيذيًا بإغلاق الشركات غير الضرورية التي تضمنت محلات الحلاقة وصالونات التجميل ما أدى إلى تعليق الولاية لترخيصه. وقد غرّم قسم شرطة ولاية ميشيغان العديد من الحلاقين المشاركين في المظاهرة بمبلغ 1000 دولار بتهمة السلوك غير المنضبط.

### الدعاوى القضائية
رُفِعت ثلاث دعاوى قضائية ضد أوامر الحاكمة ويتمر التنفيذية بحظر النشاطات غير الضرورية. في 14 أبريل، رُفِعت دعوى قضائية ضد الحاكمة ويتمر في محكمة المقاطعة الأمريكية للمنطقة الشرقية من ولاية ميشيغان في مدينة ديترويت نيابة عن أربعة مواطنين وتاجر واحد طاعنين فيها بالأمران التنفيذيان 2020-21 و2020-42 مدعين أنهما قد ألحقا أضرارًا بالأعمال التجارية وانتهكا حقوق الملكية لسكان ولاية ميشيغان. رُفِعت دعوى قضائية أيضًا في محكمة المقاطعة الأمريكية للمنطقة الغربية من ولاية ميشيغان في مدينة غراند رابيز في 16 أبريل من قبل عدة مدّعين ضد الحاكمة ويتمر والعديد من المدعين العامين في المقاطعة، ووصفوه بأنه إجراء «وحشي» ينتهك الحقوق الدستورية لسكان ولاية ميشيغان.
رُفِعت دعوى قضائية أخرى من قبل مجموعة من الصيادين الترفيهيين ضد الحاكمة ويتمر في نفس المحكمة في 17 أبريل مدعين بأن أمرها الأخير بالبقاء في المنزل بأنه «رد فعل مبالغ فيه ونطاقه واسع للغاية» لإبطاء تفشي فيروس كورونا. رفعت الأندية المتحدة المحافظة في ميشيغان دعوى قضائية في نفس المحكمة ضد الحاكمة ويتمر في 19 أبريل للأسباب نفسها. في 22 أبريل، قاضت جماعة ميشيغان المتحدة من أجل الحرية الحاكمة ويتمر بحجة أن حرمان الناس من حق استخدام ممتلكاتهم يُعتبَر استيلاء غير دستوري وغير عادل عليها من قبل حكومة الولاية. ألغى أمر الحاكمة ويتمر الثالث بالبقاء في المنزل، الصادر في 24 أبريل، القيود المفروضة على رحلات القوارب الترفيهية وزيارات منازل العطلات منهيًا بذلك بعض الدعاوى القضائية.
في 29 أبريل، قدم سجناء من مختلف سجون ميشيغان دعوى قضائية جماعية ضد إدارة سجون ميشيغان في محكمة المقاطعة الأمريكية للمنطقة الشرقية من ولاية ميشيغان مدعين أن الدولة تنتهك التعديل الثامن بإخضاع السجناء لعقوبة قاسية وغير عادية من خلال عدم اتخاذ الاحتياطات اللازمة لمواجهة الجائحة.
في 6 مايو، قاضى رئيس مجلس النواب ميشيغان، لي تشاتفيلد، وزعيم الأغلبية في مجلس شيوخ ميشيغان، ميك شيركي، وكلا جمهوريان، الحاكمة ويتمر، وهي ديمقراطية، لاستخدامها سلطات الطوارئ خلال الجائحة قائلين بأنه هيئة ميشيغان التشريعية فقط هي من تملك السلطة لتمديد حالة الطوارئ. حكمت محكمة الادعاءات في ميشيغان لصالح الحاكمة ويتمر في 21 مايو.
في 6 مايو أيضًا، قاضت مجموعة من الكنائس الحاكمة ويتمر مدعية أن «الأمر التنفيذي 2020-70 لا يزال يحظر تجمعات شخصين أو أكثر، بما في ذك الكنائس، وبالتالي حرمانهم من القدرة على إقامة شعائر العبادة وبالتالي القيام بواجباتهم الدينية حتى 20 مايو 2020»، ينتهك التعديل الدستوري الأول لحقهم بحرية الدين.

## الإحصائيات
الحالات: عدد الحالات المؤكدة في ولاية ميشيغان.
تُحدَّث معلومات حكومة ولاية ميشيغان يوميًا الساعة 3 مساء، مع إعلان نتائج كوفيد-19 حتى الساعة 10 صباحًا، ولا يتم تحديث بيانات الشفاء إلا أيام الجمعة، بدءًا من 3 أبريل.